# آن نيلسون
آن نيلسون (بالإنجليزية: Ann Nelson)‏ هي فيزيائية أمريكية متخصصة في الجسيمات، وأستاذة فيزياء في جامعة واشنطن الأمريكية، وعضوة في مجموعة نظرية الجسيمات في الجامعة. حصلت في 2004 على زمالة غوغنهايم، وانتخبت في 2011 لتكون عضوة في الأكاديمية الأمريكية للفنون والعلوم، وفي الأكاديمية الوطنية للعلوم عام 2012، فازت في 2018 بجائزة ساكوراي لفيزياء الجسيمات النظرية التي تقدمها الجمعية الفيزيائية الأمريكية سنويا.

## التعليم
حصلت نيلسون على بكالوريوس في العلوم من جامعة ستانفورد عام 1980، وحصلت على درجة الدكتوراه عام 1984 من جامعة هارفارد، وتحت إشراف الفيزيائي هوارد جورجي.

## النظريات والأبحاث
تشتهر نيلسون والمتعاونين معها بعدد من النظريات ومنها:
- نظرية تكاثف بوز-آينشتاين لميزونات كاون في المادة الكثيفة، والتي تتنبأ بالغرابة في النجوم النيوترونية.
- الآلية الأساسية للباريونات الكهروضعيفة التي قد تفسر أصل المادة في الكون.
- نظرية هيغز الصغير، والتي قد تفسر لماذا يجب أن يكون بوزون هيغز خفيف نسبيا.
- نظرية جزئيات "accelerons" التي تربط كتل النيوترونو بالطاقة الكونية المظلمة المسؤولة عن التسارع الحديث نسبيا لتوسع الكون.[10]

## الحياة الشخصية
تزوجت آن نيلسون من ديفيد ب.كابلان وهو أيضا أستاذ فيزياء في جامعة واشنطن، وكانت ناشطة طوال حياتها في مجال المساواة في الحقوق، وكانت تخرج هي وزوجها في الاحتجاجات المتعلقة بنبذ الأنشطة العنصرية، وفي عام 2017 قادت مجموعة من المحاضرات الفيزيائية في فلسطين لدعم العدالة الاجتماعية، وتشجيع التنوع العلمي في جميع أنحاء العالم، كما كانت تدعو لزيادة تمثيل النساء في مجال الأبحاث الفيزيائية.

## الجوائز
حصلت على جوائز منها:
- زمالة غوغنهايم.
- جائزة ساكوراي.

## الوفاة
في الرابع من أغسطس 2019 تعرضت نيلسون لحادثة سقوط أدت إلى وفاتها عندما كانت في رحلة مع زوجها واثنين من أصدقائها في جبال الألب في واشنطن، حيث فقدت توازنها وسقطت في شق صخري، وتم إنقاذ من معها بالمروحيات، وانتشلت جثتها في اليوم التالي من وفاتها.